# Nicola de Luca
Nicola de Luca (Campobasso, 1º giugno 1811 – Campobasso, 12 agosto 1885) è stato un prefetto e politico italiano.

## Biografia
Nel febbraio del 1860 de Luca, uscito dal carcere dopo aver scontato la sua pena a otto anni di detenzione, assunse la presidenza del “Comitato provinciale dell'Ordine in Molise”, che raggruppava i patrioti di tendenze per lo più moderate e filo cavouriane, cercando di coordinarsi con quello più importante di Napoli in cui aveva come referente Giuseppe de Marco.
Nel luglio del medesimo anno divenne sindaco di Campobasso e in settembre venne nominato Governatore del Molise da parte del dittatore Garibaldi. Costituì a Campobasso la I Legione Sannitica al cui comando pose Francesco de Feo fraterno amico con cui aveva condiviso gli anni di persecuzione da parte della polizia borbonica. Si trattava di una formazione di volontari che operò sia nel beneventano che negli Abruzzi facilitando l'ingresso nel Regno delle Due Sicilie delle truppe piemontesi. Il 4 ottobre, postosi alla guida di un'altra colonna di volontari, riconquistò Isernia caduta in mano ai rivoltosi borbonici che vi aveva perpetrato atroci violenze contro i patrioti. Il 24 dello stesso mese, dopo la vittoriosa battaglia del Macerone, venne ricevuto dal Re Vittorio Emanuele II a Venafro che lo confermò nella carica.
Nel 1861 divenne Governatore di Avellino e combatté il brigantaggio perseguendo il capobanda Chiusano dopo i gravi fatti di sangue commessi nel paese di Montemiletto. Eletto al Senato del regno mantenne sempre posizioni moderate e contrarie alla sinistra mazziniana.